# STS-71
Ne doit pas être confondu avec STS 71 (crâne).
STS-71 est la quatorzième mission de la navette spatiale Atlantis, la troisième du programme russo-américain Shuttle-Mir et la première navette spatiale américaine à s'amarrer à la station spatiale Mir.

## Équipage
Le chiffre entre parenthèses indique le nombre de vols spatiaux effectués par l'astronaute au moment de la mission.
- Commandant : Robert L. Gibson (5)  États-Unis
- Pilote : Charles J. Precourt (2)  États-Unis
- Spécialiste de mission 1 : Ellen S. Baker (3)  États-Unis
- Spécialiste de mission 2 : Bonnie J. Dunbar (4)  États-Unis
- Spécialiste de mission 3 : Gregory J. Harbaugh (3)  États-Unis

### Équipage de Mir-19: décollage
- Commandant : Anatoly Solovyev (4)  Russie
- Ingénieur de bord : Nikolaï Boudarine (1)  Russie

Ce fut la troisième fois que des cosmonautes russes volaient à bord de la navette spatiale américaine, mais la première fois que le remplacement dans l'espace d'un équipage russe avait lieu.

### Équipage de Mir-18: atterrissage
- Vladimir Dejourov (1)  Russie
- Guennadi Strekalov (6)  Russie
- Norman E. Thagard (5)  États-Unis

## Paramètres de la mission
- Masse :
  - Chargement : 12 191 kg
- Périgée : 342 km
- Apogée : 342 km
- Inclinaison : 51,6°
- Période : 88,9 min

### Amarrage à la station Mir
- Début: 29 juin 1995, 13:00:16 UTC
- Fin: 4 juillet 1995, 11:09:42 UTC
- Temps d'amarrage: 4 jours, 22 heures, 9 minutes, 26 secondes